# Lookout Mountain (góra)
Lookout Mountain − obszerne wzniesienie w północno-zachodniej Georgii, północno-wschodniej Alabamie i na południowej granicy Tennessee w Chattanoodze. Lookout Mountain w XVIII wieku była sceną „ostatniej bitwy Czirokezów”, jak również bitwy o Lookout Mountain 24 listopada 1863 roku, w czasie wojny secesyjnej.
Lookout Mountain, wraz z Sand Mountain na północnym zachodzie, stanowiła południowy kraniec płaskowyżu Cumberland. Wierzchołek, zwany „High Point”, znajduje się na wschód od miejscowości Thompsonville w hrabstwie Walker.